# Хай-Пойнт (Північна Кароліна)
Хай-Пойнт (англ. High Point) — місто (англ. city) в США, в округах Гілфорд, Девідсон і Рендолф штату Північна Кароліна. Населення — 114 059 осіб (2020), що робить його 8-м найбільшим містом Північної Кароліни. На відміну від більшості американських міст Хай-Пойнт розташоване на території 4 округів.

## Географія
Хай-Пойнт розташований за координатами 35°59′8″ пн. ш. 79°59′25″ зх. д. / 35.98556° пн. ш. 79.99028° зх. д. (35.985470, -79.990243).  За даними Бюро перепису населення США в 2010 році місто мало площу 143,60 км², з яких 139,35 км² — суходіл та 4,25 км² — водойми.

### Клімат
| Клімат : Хай-Пойнт    | Клімат : Хай-Пойнт | Клімат : Хай-Пойнт | Клімат : Хай-Пойнт | Клімат : Хай-Пойнт | Клімат : Хай-Пойнт | Клімат : Хай-Пойнт | Клімат : Хай-Пойнт | Клімат : Хай-Пойнт | Клімат : Хай-Пойнт | Клімат : Хай-Пойнт | Клімат : Хай-Пойнт | Клімат : Хай-Пойнт | Клімат : Хай-Пойнт |
| Показник              | Січ.               | Лют.               | Бер.               | Квіт.              | Трав.              | Черв.              | Лип.               | Серп.              | Вер.               | Жовт.              | Лист.              | Груд.              | Рік                |
| Середній максимум, °C | 8,9                | 11,7               | 16,1               | 21,1               | 25,6               | 29,4               | 31,1               | 30,0               | 26,7               | 21,1               | 16,1               | 10,6               | 20,7               |
| Середній мінімум, °C  | −1,7               | 0,0                | 3,9                | 8,3                | 13,3               | 18,3               | 20,6               | 20,0               | 16,1               | 9,4                | 4,4                | 0,0                | 9,3                |
| Норма опадів, мм      | 79                 | 76                 | 94                 | 91                 | 86                 | 94                 | 114                | 99                 | 107                | 81                 | 79                 | 79                 | 1074               |
| Днів з опадами        | 10                 | 9                  | 10                 | 10                 | 10                 | 10                 | 11                 | 10                 | 8                  | 7                  | 8                  | 9                  | 111                |
| --------------------- | ------------------ | ------------------ | ------------------ | ------------------ | ------------------ | ------------------ | ------------------ | ------------------ | ------------------ | ------------------ | ------------------ | ------------------ | ------------------ |
| Джерело:              |                    |                    |                    |                    |                    |                    |                    |                    |                    |                    |                    |                    |                    |

## Демографія
Згідно з переписом 2010 року, у місті мешкала 104 371 особа в 40 912 домогосподарствах у складі 26 371 родини. Густота населення становила 727 осіб/км².  Було 46677 помешкань (325/км²).
Расовий склад населення:
| - 53,6 % — білих - 33,0 % — чорних або афроамериканців - 6,1 % — азіатів - 0,6 % — корінних американців - 4,4 % — осіб інших рас |

До двох чи більше рас належало 2,3 %. Частка іспаномовних становила 8,5 % від усіх жителів.
За віковим діапазоном населення розподілялося таким чином: 25,2 % — особи молодші 18 років, 62,8 % — особи у віці 18—64 років, 12,0 % — особи у віці 65 років та старші. Медіана віку мешканця становила 35,8 року. На 100 осіб жіночої статі у місті припадало 88,5 чоловіків;  на 100 жінок у віці від 18 років та старших — 84,0 чоловіків також старших 18 років.
Середній дохід на одне домашнє господарство  становив 59 902 долари США (медіана — 42 299), а середній дохід на одну сім'ю — 69 055 доларів (медіана — 51 512). Медіана доходів становила 44 222 долари для чоловіків та 34 761 долар для жінок. За межею бідності перебувало 21,7 % осіб, у тому числі 32,9 % дітей у віці до 18 років та 9,7 % осіб у віці 65 років та старших.
Цивільне працевлаштоване населення становило 47 835 осіб. Основні галузі зайнятості: освіта, охорона здоров'я та соціальна допомога — 21,7 %, виробництво — 15,9 %, роздрібна торгівля — 12,6 %, науковці, спеціалісти, менеджери — 10,8 %.